# Chthonius lucifugus
Chthonius lucifugus es una especie de arácnido  del orden Pseudoscorpionida de la familia Chthoniidae.

## Distribución geográfica
Se encuentra en España y Francia.